# Philippe Jordan
Philippe Jordan (Zúric, 18 d'octubre de 1974) és un director d'orquestra suís. És fill del director d'orquestra Armin Jordan i, des de 2009, és el director musical de l'Òpera Nacional de París. És també el director musical de l'Orquestra Simfònica de Viena fins al 2020.

## Biografia
Philippe Jordan pren classes de piano a partir dels 6 anys. Es va unir al Zürcher Sängerknaben dos anys després i comença amb el violí als 11 anys. Va entrar al conservatori de Zuric el 1994, i va obtenir el diploma de piano. També va treballar amb el compositor suís Hans Ulrich Lehmann i el seu pare i va assistir a Jeffrey Tate en l'Anell de Wagner presentat al Théâtre du Châtelet.
Durant la temporada 1994-1995, Philippe Jordan va ser nomenat mestre de la capella i assistent de James Allen Gähres al Teatre d'Ulm (la ciutat on va dirigir el jove Karajan). Va fer el seu debut l'any següent al Théâtre de la Monnaie a Brussel·les, dirigint Don Pasquale. Va actuar posteriorment en Ginebra, Berlín, Viena i París.
De 1998 a 2001, Philippe Jordan és mestre de capella i ajudant de Daniel Barenboim a l'Òpera Estatal de Berlín, on es va convertir en el principal director convidat des del 2006 al 2010. Va rebre el primerf lloc de direcció el 2001, quan va ser nomenat director musical de l'Òpera de Graz i la Filharmònica de Graz, una posició que va mantenir fins al 2004. Jordan va ser convidat a dirigir les orquestres Filharmònica de Berlín, Viena, Ràdio de França, Nova York, Múnic, la Vienna Symphony Orchestra, l'Orquestra de la Suisse Romande, la Philharmonia, la de la NDR d'Hamburg, DSO Berlín, la Acadèmia Nacional de Santa Cecília de Roma, la Tonnhalle Zuric, Seattle, Detroit, St Louis, Filadèlfia, Washington, Indianapolis, Cleveland i Chicago.
La seva activitat se centra principalment en el repertori operístic, i és convidat sovint a l'estranger, on ha dirigit Samsó i Dalila a Houston, Carmen a Glyndebourne el 2002, Die Fledermaus a Nova York, La flauta màgica, Salomé i Samsó i Dalila a Londres, Werther a Viena, Così fan tutte i Rienzi a Salzburg, Parsifal, Arabella i Tristany i Isolda a Múnic, Tannhäuser a Baden-Baden, Parsifal i Els mestres cantaires a Bayreuth, el cavaller de la rosa a la Scala o l'Anell i Doktor Faust a Zuric.
L'octubre de 2011, Philippe Jordan va ser nomenat director musical de l'Orquestra Simfònica de Viena a partir de la temporada 2014-2015. El desembre de 2016, l'orquestra va anunciar l'extensió del contracte de Jordan com a director principal fins a la temporada 2020-2021. El juliol de 2017, l'Òpera Estatal de Viena va anunciar el nomenament de Jordan com el seu pròxim director musical, amb efecte a la temporada 2020-2021. L'agost de 2017, el Metropolitan Opera va anunciar que dirigiria una nova producció de Der Ring des Nibelungen en la temporada 2018-19.
A més de dirigir, Jordan també actua com a pianista en recitals i música de cambra, com en la Schubertíada de Schwarzenberg.

## L'Òpera Nacional de París
La seva relació amb l'Òpera Nacional de París comença el 2004, quan va dirigir Ariadne auf Naxos i, a continuació, El cavaller de la rosa el 2006. És nomenat l'any següent director musical de l'Òpera de París des de la temporada 2009-2010, pel nou director de l'Òpera, Nicolas Joel. Va començar les seves funcions com a líder de l'orquestra dirigint el Concert per a violí de György Ligeti, amb Isabelle Faust, i la Simfonia Alpina de Richard Strauss, abans de dirigir cap al final de la temporada els dos primers episodis de la Tetralogia de Richard Wagner, l'última actuació a l'Òpera de París es remuntava a 1957.
Des de llavors, ha dirigit nombroses produccions: Ariadne auf Naxos, Così fan tutte, Les noces de Figaro, i les dues últimes parts de l'anell (Siegfried i Götterdämmerung) i el Tríptic de Puccini (Il tabarro, Suor Angelica i Gianni Schicchi) en la seva segona temporada (2010-2011); La Forza del destino, Don Giovanni, Pelléas i Mélisande i Arabella la 2011-2012; Carmen, Capriccio i una recuperació de cada component de l'Anell donat íntegrament del 18 al 26 de juny durant la temporada 2012-2013. El 2011 es va anunciar que seguiria en el lloc fins a 2018.
La següent temporada marca el retorn d'Aida a l'Òpera després de mig segle d'absència, després dirigeix Elektra, La flauta màgica, Tristany i Isolda i dirigeix el ballet de Balanchine / Millepied amb la Simfonia en C de Bizet i Daphnis i Chloé de Ravel. Dirigeix 3 produccions la 2014-2015: El rapte en el serrall, Pelléas et Mélisande i l'entrada en el repertori del Rei Artur de Chausson amb un destacat elenc (Alagna, Hampson, Koch). El 2015 es va anunciar que es prorrogava el seu contracte fins al 2021.
Moses und Aron, La Damnation de Faust, Els mestres cantaires de Nuremberg i El cavaller de la rosa la 2015-2016 van marcar la primera temporada construïda en la seva totalitat amb el nou director general de l'Opera, Stéphane Lissner, designat el 2013 i en funcions des de setembre de 2014. En la seva vuitena temporada al capdavant de l'orquestra de l'Òpera, ha dirigit Samsó i Dalila, Els contes d'Hoffmann, Lohengrin, Cosi fan tutte i una versió de concert de Beatrice e Benedicto com a part d'un cicle Berlioz. Per obrir la temporada 2017-2018 dirigeix la versió francesa original de Don Carlos de Verdi, amb un repartiment excepcional (Kaufmann, Yoncheva, Garanca, Tézier i Abdrazakov), i Pelléas et Mélisande, Così fan tutte, Benvenuto Cellini i Parsifal.
Al costat de les seves activitats al fossat, Philippe Jordan també dirigeix l'orquestra de l'òpera en concerts simfònics a París i de gira, les últimes campanyes es dissenyen sovint al voltant de cicles (simfonies de Beethoven, Txaikovski, Arnold Schönberg...).

## Discografia
- Carmen: Glyndebourne Festival, David McVicar, London Philharmonic Orchestra, von Otter, Haddock, Naouri, Milne (DVD OpusArte 2003);
- Werther: Wiener Staatsoper, Andrei Serban, Alvarez, Garanca, Erod (DVD ORF 2005);
- Doktor Faust: Opernhaus Zuric, Klaus Michael Grüber, avec Kunde, Trattnigg, Macias, Groissbôck (DVD Arthaus Musik 2006);
- Salomé: Royal Opera House, David McVicar, Michael, Moser, Volle (DVD Opus Arte 2008);
- Tannhäuser: Baden Baden, Nikolaus Lehnhoff, DSO Berlin, Gambill, Nylund, Meier, Trekel, Milling (DVD RM Arts 2008);
- Li Nozze di Figaro: Opéra de Paris, Giorgio Strehler, Tézier, Frittoli, Siurina, Pisaroni, Deshayes (DVD Bel Air Classics 2010);
- Pelléas et Mélisande: Opéra de Paris, Robert Wilson, dégout, Tsallagova (DVD Naïve 2013);
- Integral de les nou simfonies de Beethoven: Opéra de Paris (DVD 2016).
- Integral dels concerts per a piano de Beethoven, amb François-Frédéric Guy i l'Orchestre Philharmonique de Ràdio-France (Naïve 2008-2009);
- Eine Alpensinfonie de Strauss, amb l'Orchestre de l'Opéra national de Paris (Naïve 2010);
- Debussy, Stravinski et Ravel (Prélude à l'après-midi d'un faune, Le Sacre du printemps, Boléro), amb l'Orchestre de l'Opéra national de Paris (Naïve 2013);
- extractes del Ring de Wagner, amb l'Orchestre de l'Opéra national de Paris i Nina Stemme (Erato 2013);
- Rèquiem de Verdi, amb l'Orchestre de l'Opéra national de Paris, Kristin Lewis, Violeta Urmana, Piotr Beczala i Ildar Abdrazakov (Erato 2013);
- Ravel : Daphnis et Chloé (ballet integral) i La Valse, amb l'Orquestra i els Cors de l'Opéra national de Paris (Erato 2014);
- Symphonie Pathétique de Txaikovski, amb la Wiener Symphoniker (2014);
- Symphonies 7 et 8 de Schubert, amb la Wiener Symphoniker (2015).